# Sophie Harmansdr
Sophie Harmansdr (Zwolle, ca. 1505 – Den Haag, 1562) was een verklikster en slachtoffer van politieke machinaties in Amsterdam.
Sophie Harmansdr, bijgenaamd Gele Fye, werd rond 1505 in Zwolle geboren als dochter van Harman Hoen van Zwol, een actieve wederdoper. In haar jeugd maakte zij kennis met de doopsgezinde leer en was zij getuige van haar vaders terechtstelling in Amsterdam in 1534, wegens betrokkenheid bij het Wederdopersoproer.
Na diens dood bleef zij met haar moeder en broer in Amsterdam wonen. In 1537 begon Sophie geld te verdienen als verklikster van wederdopers. Haar informatie leidde tot meerdere arrestaties en executies. Rond die tijd trouwde zij met een Amsterdamse poorter, met wie zij vier kinderen kreeg. Toen haar man in 1552 stierf, kwam ze in financiële problemen en sloot een overeenkomst met schout Willem Dirckszn Bardes: tegen betaling gaf zij namen van wederdopers door. Hoewel haar tips vaak onbetrouwbaar waren, verdiende zij hiermee circa 300 gulden.
Later werkte zij samen met burgemeesters Joost Buyck, die in 1550/51 waarnemend  schout was, en Hendrick Dirckszn, die in conflict was met Bardes. Sophie werd hun informante en speelde een rol in de opsporing van wederdopers. Haar meldingen droegen bij aan massale vervolgingen en executies in Amsterdam, Leiden, Friesland en Antwerpen.
Na de dood van haar echtgenoot leefde Sophie samen met een andere man en kreeg zij steun van pastoor Floris Egbertsz., met wie zij beweerde dat Bardes en zijn vrouw herdoopt waren. Ze werkte actief mee aan een complot tegen haar voormalige broodheer, maar het onderzoek van de Haagse procureur-generaal wees uit dat Bardes onschuldig was.
In 1556 werd Sophie gearresteerd op verdenking van meineed en het beïnvloeden van getuigen. Ondanks haar poorterschap werd ze naar Den Haag gebracht, waar ook Hendrick Dirckzn en de pastoor werden vastgezet. Pas in 1562 viel het vonnis: de doodstraf. Haar tong werd afgesneden en haar lichaam op de brandstapel vernietigd.
Sophie werd lange tijd beschouwd als een leugenachtige verklikster. Latere historici menen echter dat zij eerder een geestelijk labiele en sociaal kwetsbare vrouw was, misbruikt in politieke en religieuze conflicten van haar tijd.
- Biografisch Portaal: 93750620